# إريك بارنز
إريك بارنز (بالإنجليزية: Erich Barnes)‏ هو لاعب كرة قدم أمريكية أمريكي، ولد في 4 يوليو 1935 في إلخارت في الولايات المتحدة.

## وصلات خارجية
- إريك بارنز على موقع مرجع كرة القدم المحترفة.كوم (الإنجليزية)